# Polygonum tatewakianum
Polygonum tatewakianum är en slideväxtart som beskrevs av K. Ito. Polygonum tatewakianum ingår i släktet trampörter, och familjen slideväxter. Inga underarter finns listade i Catalogue of Life.